# Felling (Edling)
Felling ist ein Ortsteil der Gemeinde Edling im oberbayerischen Landkreis Rosenheim, der zwischen Ebersberg und Wasserburg am Inn an der B304 liegt.

## Geographie
Die Einöde liegt etwa drei Kilometer nordwestlich von Edling auf einer Höhe von 493 m ü. NN. In Felling gibt es zwei Bauernhöfe und ein Wohnhaus.

## Geschichte
Eine Sehenswürdigkeit ist das Franzosenkreuz, das in der Ostwand des Hofes der Familie Kirmaier liegt. Auf einer Holztafel am barocken Kruzifix steht, dass Bartolomäus Hiebl, Schwarzbauer in Feling, unschuldigerweise am 6. April 1801 durch die grausame Hand eines Franzosen ermordet wurde. Ein einquartierter Soldat der napoleonischen Armee hatte im Strohlager seinen Geldgurt verloren, bezichtigte den Bauern des Diebstahls und erstach ihn im Streit. Zwar fand sich wenig später das verlorene Gut, aber auch der Soldat bezahlte die Tat, indem ihn das Kriegsgericht zum Tode verurteilte. Noch eine zweite Tafel berichtet von einem Unglücksfall am Hof. Am 12. April 1826 überrollte ein Holzfuhrwerk den Leonhart Kiermaier, so dass er zu Tode kam.
Das bayerische Urkataster zeigt Felling in den 1810er Jahren als einen Weiler mit zwei Herdstellen und einem Weiher. Heute gibt es in dem Ortsteil drei Anwesen.
Bis zum 31. März 1971 war Felling ein Ortsteil der Gemeinde Steppach, die aber im Zuge der Gebietsreform Teil der Gemeinde Edling wurde.

## Infrastruktur
In Felling befindet sich das Feuerwehrhaus der Freiwilligen Feuerwehr Steppach. Nördlich des Ortes verläuft die Bundesstraße 304, südlich die Bahnstrecke Grafing–Wasserburg, zu der in Forsting und Edling Zustiegsmöglichkeiten bestehen. Der Busverkehr wird durch die Linien 9421 und 9412 des RVO mehrmals täglich sichergestellt, die an der Haltestelle „Ramsau Felling“, gleich unterhalb Fellings an der B304 gelegen,  Grafing via Ebersberg und Rettenbach über Pfaffing ansteuern, sowie in Gegenrichtung beide das Ziel Wasserburg haben (teilweise über Edling). Des Weiteren liegt südlich des Ortes ein Sportflugplatz mit Graslandebahn.